# Gele Rivier
De Gele Rivier of Huanghe (vereenvoudigd Chinees: 黄河; traditioneel Chinees: 黃河; pinyin: Huánghé) is na de Yangtze de langste rivier in China en op de wereldranglijst de op vijf na langste met een geschatte lengte van 5464 kilometer. De bronnen liggen in het Bayan Har-gebergte in de provincie Qinghai in het westen van China. De rivier stroomt daarna door negen provincies van China en mondt uit in de Bohaizee. Het stroomgebied van de Gele Rivier heeft van oost naar west een lengte van circa 1900 km en tevens een van noord naar zuid uitzwaaiend verloop van circa 1100 km. De totale oppervlakte van het stroomgebied is 742.443 km².
De Gele Rivier wordt ook wel "de bakermat van de Chinese beschaving" genoemd en dat geldt in het bijzonder voor het stroomgebied van haar belangrijke zijrivier de Wei, die dwars door het Ordosplateau loopt, de geboorteplaats van de oude Chinese beschavingen en de meest welvarende regio in het begin van de Chinese geschiedenis. Door de vaak verwoestende overstromingen en koerswijzigingen, door de voortdurende verhoging van de rivierbedding, soms boven het niveau van de omringende velden, kreeg de rivier echter ook weinig verdienstelijke bijnamen als "China's leed" en "Gesel van de Zonen van Han."

## Stroomgebied
De Gele Rivier ontspringt in het Yekuzonglie-bassin op een hoogte van 4500 meter in de noordelijke gebergten van de Bayankera-bergen op het Qingzang-plateau. De rivier stroomt aanvankelijk oostwaarts en vervolgens naar het noordoosten en doorkruist de provincies Qinghai en Gansu en de autonome regio’s Ningxia en Binnen-Mongolië. Ze maakt een scherpe bocht naar het zuiden en vormt de grens tussen Shaanxi en Shanxi. Uiteindelijk stroomt ze weer oostwaarts en via Henan en Shandong mondt ze uit in de Bohaizee.
De rivier voert het water af van een zeer groot gebied, maar door de geringe neerslag in het stroomgebied (behalve het oostelijke deel in Henan en Shandong), o.a. de Ordoswoestijn, is haar doorstroming slechts één vijftiende van dat van de Yangtze (= Chang Jiang) en slechts één vijfde van dat van de Parelrivier.
In de laatste 300 kilometer tot aan de kust is het verval gering. De stroomsnelheid neemt af en veel van het meegevoerde materiaal wordt in de rivierbedding afgezet. De rivierbodem wordt verhoogd en in het vlakke landschap ligt de rivier duidelijk boven de directe omgeving. Hoge dijken zijn noodzakelijk om te voorkomen dat de rivier het omliggende land overstroomt. Door de overstromingen en koerswijzigingen in het verleden is het land erg vruchtbaar en landbouw is er een belangrijke economische activiteit.

## Karakteristieken
De rivier is berucht om haar onstuimige loop en het grote sedimenttransport. De rivier stroomt lang door het lössplateau. Hier is door ontbossing in het late neolithicum en de vroege bronstijd de kwetsbare lössbodem aan de oppervlakte gekomen. De lage vegetatiebedekking, steile hellingen en heftige buien in de zomer maakten dit tot een van de gebieden met de hoogste erosiesnelheden ter wereld. Veel hiervan komt in de Gele Rivier terecht, die hieraan haar naam heeft te danken. De rivier verplaatst zo'n zes ton slib per seconde en stort jaarlijks 1,4 miljard ton vaste materie in zee.
In de rivier ligt de Hukouwaterval, de op een na grootste waterval van het land. Hij ligt op de grens van Shaanxi en Shanxi en heeft een hoogte van 20 meter.
Er wordt veel water van de rivier gebruikt voor de irrigatie van 74.000 km² land. Sinds de jaren 50 van de 20e eeuw is het afgetapte water met een factor 5 gestegen, wat ervoor zorgde dat in 1997 de benedenloop van de rivier kwam droog te staan. Dit heeft te maken met het feit dat het meeste water beschikbaar is tussen juli en oktober, maar dat er het meest geïrrigeerd wordt in de lente. 140 miljoen mensen zijn afhankelijk van deze rivier voor hun (drink)water.
Vanaf 1949 werden in de rivier waterkrachtcentrales gebouwd. De dammen liggen in de Sanmenkloof, de Liujiakloof, bij Lanzhou en Xiaolangdi, maar de stuwmeren slibben langzaam dicht. De eerste dam in de rivier was de Sanmenxiadam. Deze dam kwam in 1960 met hulp van ingenieurs uit de Sovjet-Unie gereed en kampte al tijdens de bouw met veel problemen door de hoge aanvoer van sediment. De Longyangxiadam ligt in het westen en zorgt voor de beheersing van het waterniveau. Het water in de stuwmeren wordt gebruikt voor irrigatie en de opwekking van elektriciteit.

## Geschiedenis
Tijdens de lange geschiedenis van China werd de Gele Rivier de ene periode als een zegen uit de hemel gezien en de andere periode als een duivel beschouwd. Verslagen wijzen erop dat, vanaf 602 v.Chr. tot heden, de loop van de rivier minstens vijf belangrijke veranderingen heeft ondergaan en dat haar oeverwallen meer dan 1500 keer werden overspoeld. Een belangrijke stroomverandering die in 1194 plaatsvond, nam het drainagesysteem van de rivier Huai over. De modder in de Gele Rivier blokkeerde de monding van de rivier Huai, met duizenden daklozen als gevolg. De Gele Rivier bereikte haar huidige stroomgebied in 1897, nadat de definitieve stroomverandering zich in 1855 voordeed. Momenteel vloeit ze door Jinan, de hoofdstad van de provincie Shandong, en eindigt in de Golf van Bohai.
Bij de overstroming van de Gele Rivier in 1887 en opnieuw in 1931 kwamen meer dan een miljoen mensen om het leven.
Aan het begin van de Tweede Chinees-Japanse Oorlog gaf Chiang Kai-shek in juni 1938 de nationalistische troepen het bevel de dijken bij Huayankou, Henan, door te steken om de Japanse opmars te hinderen. Door de overstroming die volgde kwam een groot gebied onder water te staan. Hierbij kwamen 400.000 tot 900.000 mensen om het leven en miljoenen mensen raakten dakloos. In 1947 werden de dijken definitief gedicht met Amerikaanse hulp.
De bovenloop van de rivier werd rond 1880 onderzocht door Nikolaj Przewalski.